# Andersträsket (Nederkalix socken, Norrbotten)
Andersträsket är en sjö i Kalix kommun i Norrbotten och ingår i Kalixälvens huvudavrinningsområde.